# Pedicularis interior
Pedicularis interior là loài thực vật có hoa thuộc họ Cỏ chổi. Loài này được (Hultén) Molau & D.F. Murray mô tả khoa học đầu tiên năm 1996.